# Тот, Геза
Ге́за Тот (венг. Tóth Géza; 25 января 1932, Sorokpolány, Ваш — 4 октября 2011, Сомбатхей) — венгерский спортсмен-тяжёлоатлет, мировой рекордсмен, чемпион мира, серебряный призёр летних Олимпийских игр в Токио (1964).

## Карьера
Начал заниматься тяжёлой атлетикой в 1952 г., когда ему было уже 20 лет, до этого он профессионально занимался футболом. Тренировался в клубе VSE Haladás Szombathely под руководством Шандора Гира. Благодаря упорным тренировкам к середине 1950-х гг. достиг высших достижений внутри страны и успешно выступал на международной арене.
В 1960 г. стал четвёртым на Олимпийских играх в Риме, через четыре года в Токио (1964) выиграл серебряную медаль. В 1966 г. одержал победу на чемпионате мира в Берлине. В 1966 г. спортсмен установил мировой рекорд в олимпийском троеборье — 487,5 кг.
По окончании спортивной карьеры в 1970 г. стал преподавать физкультуру в школе.

### Достижения
- 1961 г. — победитель Дунайского кубка в Мюнхене
- 1962 г. — бронзовый призёр чемпионата мира и серебряный призёр чемпионата Европы в Будапеште,
- 1963 г. — победитель Дунайского кубка в Пенчеве (Болгария),
- 1963 г. — бронзовый призёр чемпионата мира и Европы в Стокгольме,
- 1964 г. — чемпион Европы (Москва),
- 1964 г. — серебряный призёр Олимпийских игр в Токио,
- 1965 г. — победитель Дунайского кубка в Будапеште,
- 1965 г. — бронзовый призёр Гран-при в Москве,
- 1965 г. — бронзовый призёр чемпионата мира в Тегеране,
- 1966 г. — победитель Дунайского кубка в Вене,
- 1966 г. — чемпион мира и Европы в Берлине,
- 1967 г. — победитель Дунайского кубка в Братиславе,
- 1968 г. — победитель Дунайского кубка в Пенчеве (Болгария),
- 1969 г. — победитель Дунайского кубка в Бухаресте,
- 1969 г. — бронзовый призёр чемпионатов мира и Европы в Варшаве,
- 1970 г. — бронзовый призёр чемпионата мира в Коламбусе (США).